# William Pereira
| Dieser Artikel wurde auf der Qualitätssicherungsseite des WikiProjekts Planen und Bauen eingetragen. Dies geschieht, um die Qualität der Artikel aus den Themengebieten Bautechnik, Architektur und Planung auf ein akzeptables Niveau zu bringen. Dabei werden Artikel, die nicht maßgeblich verbessert werden können, möglicherweise in die allgemeine Löschdiskussion gegeben. Hilf mit, die inhaltlichen Mängel dieses Artikels zu beseitigen, und beteilige dich an der Diskussion! |

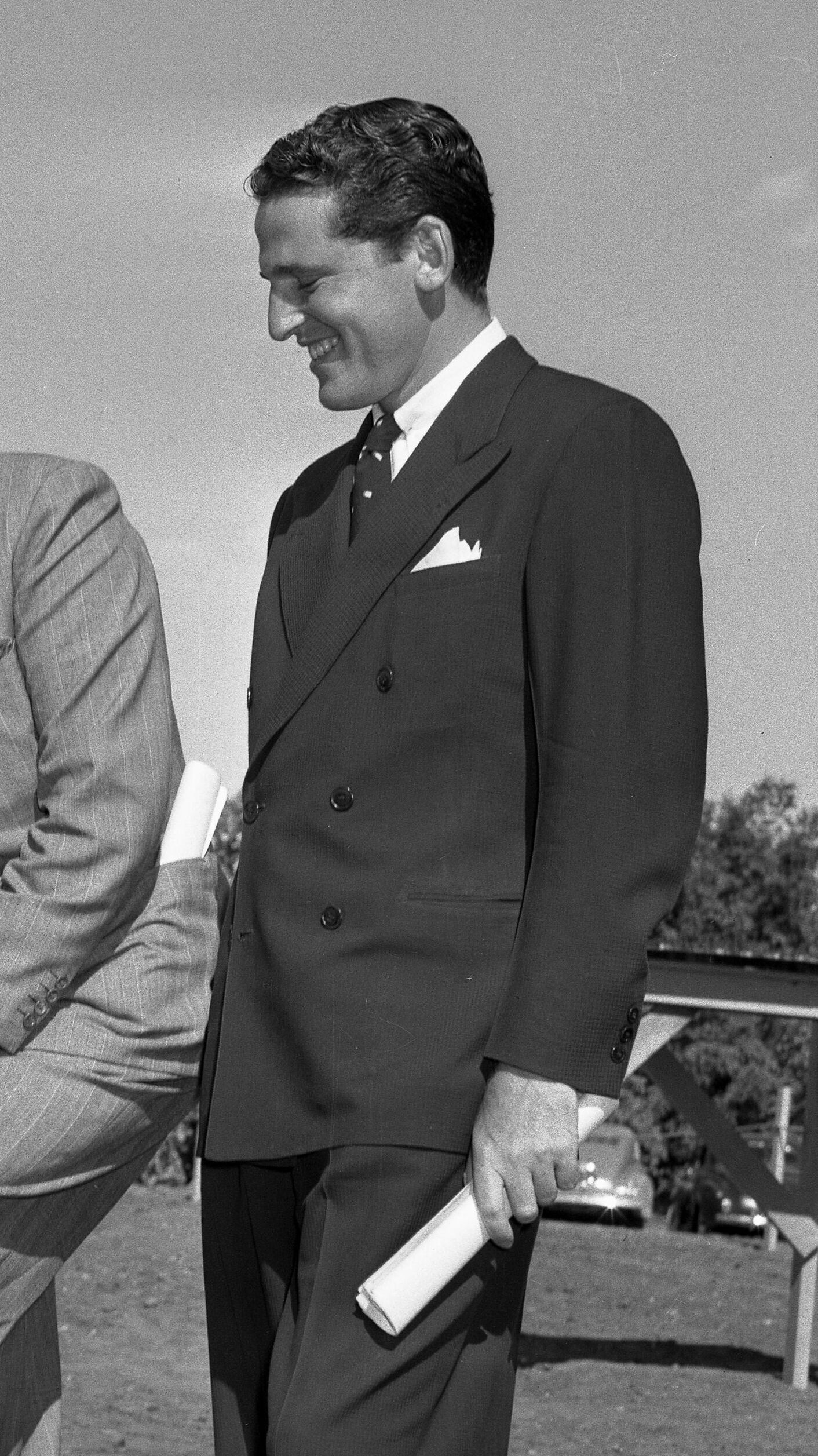
William Pereira (1941)

William Leonard Pereira (* 25. April 1909 in Chicago; † 13. November 1985 in Los Angeles) war ein US-amerikanischer Architekt mit portugiesischen Wurzeln, der bekannt war für seine futuristischen Entwürfe von weit sichtbaren Gebäuden, wie etwa der Transamerica Pyramid in San Francisco.

## Leben
Pereira studierte von 1926 bis 1930 das Fach Architektur an der University of Illinois School of Architecture in Urbana. 1934 heiratete er Margaret McConnell, das Paar hatte zwei Kinder, William Jr. und Monica. Von 1931 bis 1950 war Pereira als selbständiger Architekt in Los Angeles tätig. Die ersten Aufträge erhielt er als Bühnenbildner für kleinere Theater. Danach wandte er sich dem Set-Design in der Filmbranche zu. Für seine Arbeit an den Spezialeffekten für den Film Piraten im karibischen Meer erhielt Pereira – zusammen mit anderen – 1943 einen Oscar.
Von 1950 bis 1958 bestand ein gemeinsames Büro mit Charles Luckman, ebenfalls in Los Angeles. Ab 1958 bestand das Büro William L. Pereira Associates. Die assoziierten Architekten waren unter anderem G. L. Garvey, Jack Kassel, Neil W. Birnbrauer und Otto H. Kilian. An der University of Southern California war er Professor im Fachbereich Architecture, Design and Planning.
William Pereira war bekannt für seinen unverwechselbaren Architekturstil, der prägend für die Mitte des 20. Jahrhunderts war. Am 6. September 1963 war er auf dem Cover des Time Magazine abgebildet.

## Wichtige Projekte

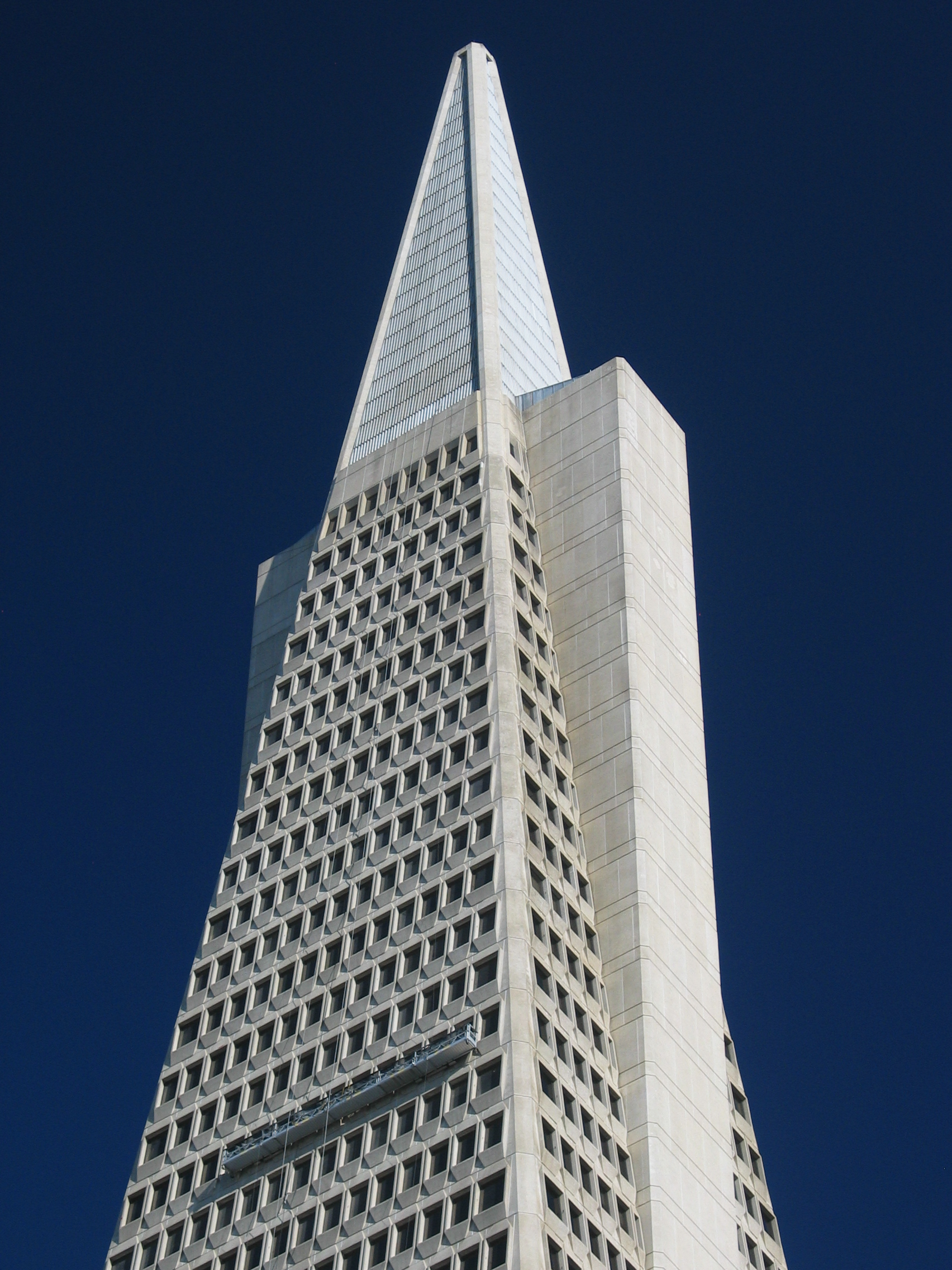
Aluminiumverkleidete Spitze der Transamerica Pyramid

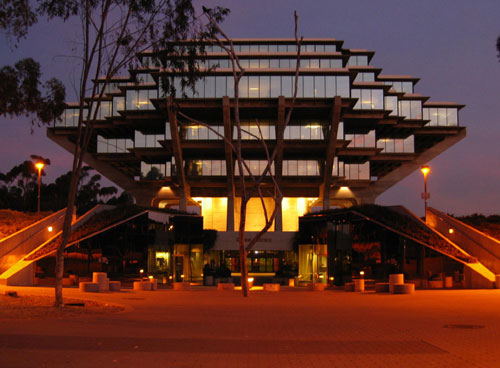
Geisel-Bibliothek der UCSD

- 1943: Pan Pacific Theatre, Los Angeles
- 1952: Hilton Hotels Firmensitz, Beverly Hills
- 1953: CBS Television City, Los Angeles
- 1954: KEYT Television Station, Santa Barbara
- 1954: KTTV Television Station, Los Angeles
- 1954: WSBT Television Station, South Bend, Indiana
- 1957: First National Bank, Denver, Colorado
- 1958: Berlin Hilton, Berlin
- 1959: Fox Theatre, San Francisco
- 1959: Hollywood Motion Picture and Television Museum
- 1959: Los Angeles Zoo
- 1959: San Diego International Airport
- 1963: Union Bank, Pasadena
- 1965: Los Angeles County Museum of Art, Campus inzwischen abgerissen
- 1965: University of California, Irvine campus
- 1967: 400 Tower, Newport Center, Newport Beach
- 1967: Rathaus, Miami
- 1967: Rio de Janeiro International Airport
- 1967: Tunis Airport
- 1969: 500/550 Twin Towers, Newport Center, Newport Beach
- 1970: Geisel Library, University of California, San Diego
- 1971: 5900 Wilshire Tower, Los Angeles
- 1971: Bank of America, Whittier, Kalifornien
- 1972: Tehran International Airport
- 1972: Transamerica Pyramid, San Francisco
- 1974: 450 Tower, Newport Center, Newport Beach
- 1974: 660 Tower, Newport Center, Newport Beach
- 1983: Firmensitz Lockheed, Calabasas
- 1985–1987: Fox Plaza (Los Angeles) (im Film Stirb langsam als „Nakatomi Plaza“)